# سد ۹۹۹
سد ۹۹۹ (به انگلیسی: Dam 999) فیلمی محصول سال ۲۰۱۱ و به کارگردانی مادهور بااندارکار است. در این فیلم بازیگرانی همچون وینی رای، اشیش ویدیارتی، جاشوا فردریک اسمیت، راجیت کاپور، ویمالا رامان، لیندا آرسینو ایفای نقش کرده‌اند.